# Museologi
Museologi er en tværfaglig og tværinstitutionel videnskab, hvor man beskæftiger sig med kulturarven og den måde, samfundet forvalter den på, bruger den og bevarer den for eftertiden. Kulturarv er et bredt begreb, som dækker over alt lige fra Solvognen til royale bryllupper. En masteruddannelse i museologi giver en god baggrund for at arbejde med museer og museumsvæsen.